# Sergio Failoni
Sergio Failoni (Verona, 1890. december 18. – Sopron, 1948. július 25.) főként Magyarországon alkotó világhírű olasz karmester, Failoni Donatella zongoraművésznő édesapja.

## Élete
Szülővárosában csellistaként debütált, 1908-tól zeneszerzést Paolo Delachinál a milánói konzervatóriumban tanult. Két évig Arturo Toscanini asszisztense volt a Milánói Scalában, majd a genovai operaháznak lett első karmestere. Koncertdirigensként 1921-ben Jean-Philippe Rameau Platea c. darabjával Milánóban debütált. Színházi bemutatkozása Triesztben a Richard Wagner: Istenek alkonya előadása volt. Hamarosan nemzetközi hírnévre tett szert: Buenos Airesben, az USA és Európa nagyvárosaiban, a nagy olasz operaházakban szerepelt. Az operairodalom nagy német mestereinek népszerűsítésével alapozta meg hírnevét. 1928-tól Budapesten dolgozott, ahol először az Aidát és a Falstaffot vezényelte, Tóth Aladár elismerő sorokat írt róla. Hamarosan a Magyar Állami Operaház örökös tagja és vezető karnagya lett. A hazai operaélet alakításában jelentős érdemeket szerzett, Giuseppe Verdi, Richard Wagner, Giacomo Puccini műveinek betanításával és vezénylésével, valamint énekesek és hangszeres zenészek pályája követésével. Lelkes népszerűsítője volt Bartók Béla és Kodály Zoltán műveinek, 1932-ben ő vezényelte a Székely fonó ősbemutatóját. 1932–34 között a Milánói Scala karmestere volt. A második világháború alatt nyilvánosan hangoztatta antifasizmusát, azonban elnézték neki. Budapest ostroma alatt is a magyar fővárosban tartózkodott. A háború után nemzetközi karrierje is felívelt. 1946–47-ben a chicagói Civic Opera és a New York-i Metropolitan Opera karnagya lett. Ő kezdeményezte a Veronai Aréna operaelőadásainak felelevenítését is.

### Magánélete
Felesége, Klier Kornélia balettművész volt.
Sopronban a 9. szimfónia (Beethoven) vezénylése közben elszenvedett agyvérzés következtében, 57 éves korában érte a halál.

## Írásai
- Hazugságok a művészetben (Budapest, 1941)
- Hangfogó nélkül (Budapest, 1945)

## Emlékezete
A Magyar Állami Operaház Kamarazenekarát róla nevezték el.